# Сальянские ворота
Сальянские ворота (азерб. Salyan darvazası) — ворота, расположенные на юго-западе крепостных стен Баку. Сальянские ворота находятся в саду возле Азнефти.

## История

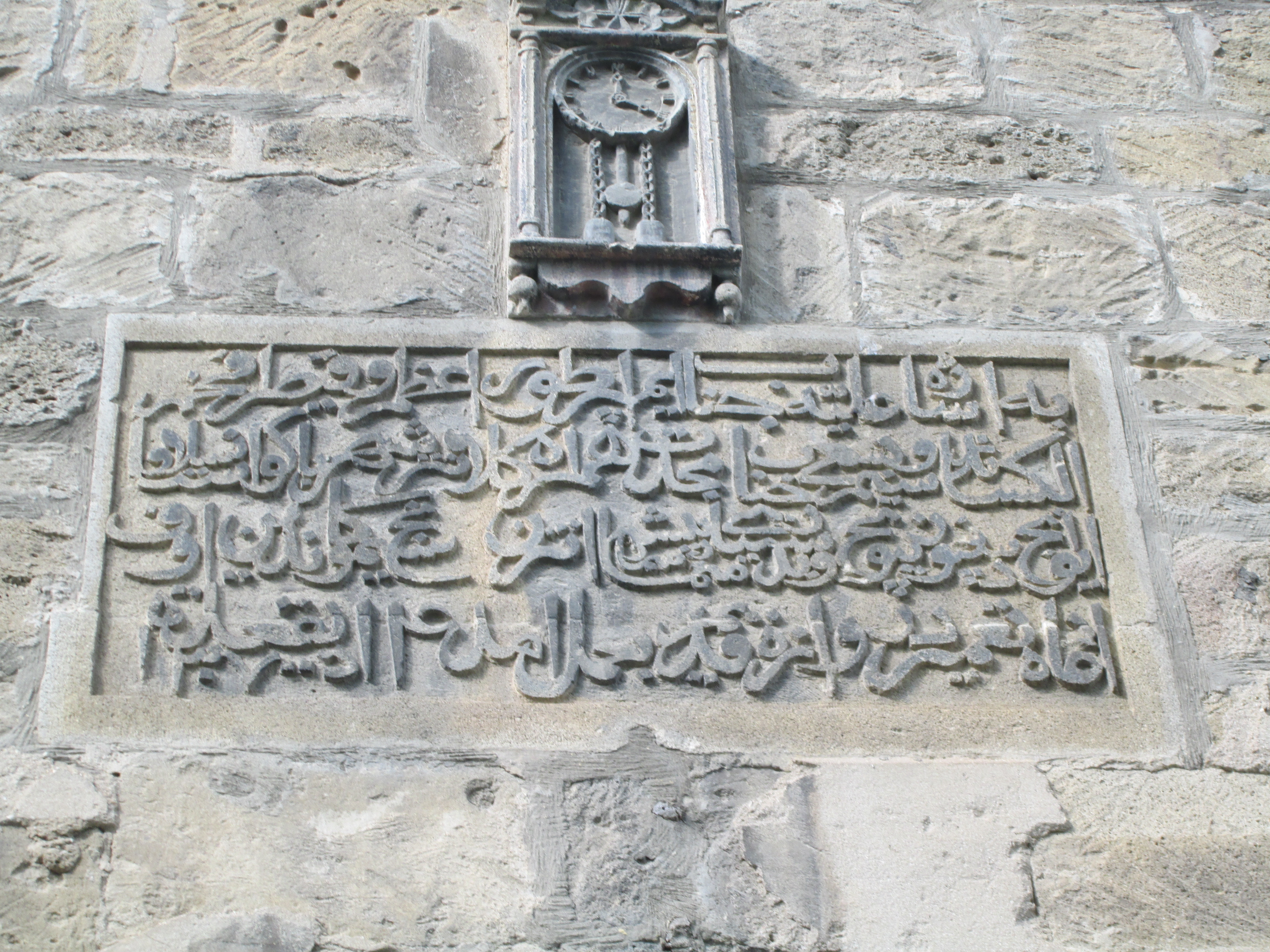
Надпись на Сальянских воротах

В книге Кемпфера описывалось, что в 1683 году Ичеришехер был окружен двумя крепостными стенами и имелись два городских ворота: Горные (их также называют Гилянскими, Российскими или Сальянскими) и Шемахинские (их также называют Дербендские ворота, Парные крепостные ворота).
Также в первичном плане города Баку, который был составлен русской армией в 1723 году отмечены два городских ворота.
Прибывавшие из России торговые караваны проходили через Шемахинские ворота и выходили из Сальянских, а прибывавшие из Ирана торговые караваны входили через Сальянские ворота и выходили через Шамахинские.